# NGC 3560
NGC 3560 este o galaxie situată în constelația . A fost descoperită în  de către John Herschel.